# Лейтис, Янис
Янис Лейтис (латыш. Jānis Leitis; род. 13 апреля 1989, Рига) — латвийский легкоатлет, специалист по бегу на короткие дистанции и прыжкам в длину. Выступает за сборную Латвии по лёгкой атлетике с 2008 года, чемпион Европы среди молодёжи, многократный победитель и призёр первенств национального значения, действующий рекордсмен Латвии в беге на 400 метров, участник летних Олимпийских игр в Лондоне.

## Биография
Янис Лейтис родился 13 апреля 1987 года в Риге.
Окончил Рижский университет имени Страдыня по специальности «спорт и нутрициология», позже некоторое время обучался в США в Университете Небраски-Линкольна, где выступал за местную легкоатлетическую команду. Проходил подготовку под руководством тренера Улдиса Курземниекса.
Впервые заявил о себе в лёгкой атлетике на международном уровне в сезоне 2008 года, когда вошёл в состав латвийской национальной сборной и выступил в беге на 400 метров на юниорском мировом первенстве в Быдгоще. Также в этом сезоне выиграл серебряную медаль в беге на 200 метров на чемпионате Латвии в Валмиере.
В 2009 году на молодёжном европейском первенстве в Каунасе превзошёл всех соперников в прыжках в длину и завоевал золотую медаль. На чемпионате Латвии в Вентспилсе был лучшим в прыжках в длину, в беге на 200 метров и в эстафете 4 × 100 метров.
На чемпионате Латвии 2010 года в Екабпилсе одержал победу в прыжках в длину и в эстафете 4 × 400 метров, представлял Латвию на чемпионате Европы в Барселоне.
В 2011 году занял седьмое место в эстафете 4 × 400 метров на молодёжном европейском первенстве в Остраве, прыгал в длину на Универсиаде в Шэньчжэне.
На чемпионате Европы 2012 года в Хельсинки соревновался в беге на 400 метров, прыжках в длину и в эстафете 4 × 100 метров — ни в одной из дисциплин выйти в финал не смог. Выполнив олимпийский квалификационный норматив, удостоился права защищать честь страны на летних Олимпийских играх в Лондоне — в программе 400 метров на предварительном квалификационном этапе показал результат 46,41 и в следующую полуфинальную стадию соревнований не вышел.
После достаточно длительного перерыва в 2018 году Лейтис вернулся в основной состав латвийской национальной сборной. В частности, в этом сезоне он бежал 400 метров на чемпионате Европы в Берлине — в полуфинале установил ныне действующий национальный рекорд Латвии в данной дисциплине — 45,53.
В 2019 году дошёл до стадии полуфиналов в беге на 400 метров на чемпионате Европы в помещении в Глазго.